# Monica Scattini
Monica Scattini (Roma, 1 de febrero de 1956 - ibídem, 4 de febrero de 2015) fue una actriz italiana. 

## Biografía
Monica Scattini era hija del director Luigi Scattini.
Apareció en Sentimental Maniacs, película en la cual ganó un Premio David de Donatello por Mejor actriz de reparto, y en Lontano da dove, por la cual ganó un premio Nastro d'argento también por Mejor actriz de reparto. También apareció en series de televisión como Un ciclone in famiglia y Recipe for Crime. 
Falleció el 4 de febrero de 2015 a los 59 años, tras no poder superar un cáncer.

## Filmografía

### Cine
| Año  | Título                        | Papel               | Director                             |
| ---- | ----------------------------- | ------------------- | ------------------------------------ |
| 2014 | Una donna per amica           |                     | Giovanni Veronesi                    |
| 2012 | Baci Salati                   | Virginia            | Antonio Zeta                         |
| 2012 | My Way                        | Chouffa François    | Florent Emilio Siri                  |
| 2011 | Tutta colpa della musica      | Grazia              | Ricky Tognazzi                       |
| 2010 | Tutto l'amore del mondo       | Silvia Teodorani    | Riccardo Grandi                      |
| 2010 | Due vite per caso             | Ilaria Carli        | Alessandro Aronadio                  |
| 2009 | Nine                          | Dueña de la pensión | Rob Marshall                         |
| 2008 | Feisbum                       | Donna               | Alessandro Capone                    |
| 2007 | Lezioni di cioccolato         | Letizia             | Claudio Cupellini                    |
| 2003 | Scacco Pazzo                  | Marianna            | Alessandro Haber                     |
| 2001 | Come si fa un Martini         | Anna                | Kiko Stella                          |
| 2000 | Nora                          | Amalia Globocnik    | Pat Murphy                           |
| 1999 | Vacanze di Natale 2000        |                     | Carlo Vanzina                        |
| 1999 | In principio erano le mutande | Conductora          | Anna Negri                           |
| 1998 | Simpatici & antipatici        | Nicoletta           | Christian De Sica                    |
| 1997 | Stressati                     | Adriana             | Mauro Cappelloni                     |
| 1996 | Bruno aspetta in macchina     | Gisella             | Duccio Camerini                      |
| 1996 | Un paradiso di bugie          | Martina             | Stefania Casini                      |
| 1996 | Il cielo è sempre più blu     |                     | Antonello Grimaldi                   |
| 1995 | Selvaggi                      | Carlina             | Carlo Vanzina                        |
| 1995 | Hombres, hombres, hombres     | Simonetta           | Christian De Sica                    |
| 1994 | Agosto                        |                     | Massimo Spano                        |
| 1994 | Anime fiammeggianti           | Virgin Mary         | Davide Ferrario                      |
| 1994 | La vera vita di Antonio H.    |                     | Enzo Monteleone                      |
| 1994 | Sexo, amor y otras desgracias | Serena              | Simona Izzo                          |
| 1992 | Parenti serpenti              | Milena              | Mario Monicelli                      |
| 1992 | Un'altra vita                 | Luisanna            | Carlo Mazzacurati                    |
| 1990 | La bocca                      | Marta               | Mara Bronzoni y Luca Verdone         |
| 1990 | No molestes más               | Margherita          | Dino Risi                            |
| 1988 | Su cuarto deseo               | Nicoletta           | Charles Finch                        |
| 1988 | Incidente di percorso         |                     | Donatello Alunni Pierucci            |
| 1987 | Rimini Rimini                 | Simona              | Sergio Corbucci                      |
| 1987 | La familia                    | Tía Ornella         | Ettore Scola                         |
| 1984 | Un ragazzo e una ragazza      | Carmen              | Marco Risi                           |
| 1983 | La sala de baile              | Niña miope          | Ettore Scola                         |
| 1983 | Lontano da dove               |                     | Stefania Casini y Francesca Marciano |
| 1982 | Malamore                      | Sonia               | Eriprando Visconti                   |
| 1981 | Corazonada                    | Sustituta           | Francis Ford Coppola                 |
| 1979 | Concorde Affaire '79          |                     | Ruggero Deodato                      |
| 1977 | Blue Nude                     |                     | Luigi Scattini                       |
| 1974 | La gran burguesía             |                     | Mauro Bolognini                      |

### Cortometrajes
| Año  | Título                    | Papel      | Director          |
| ---- | ------------------------- | ---------- | ----------------- |
| 2014 | Love Sharing              | Margherita | Ella misma        |
| 2013 | Insieme                   |            | Annamaria Liguori |
| 2013 | Impunito                  |            | Mario Spinocchio  |
| 2010 | Achille                   |            | Giorgia Farina    |
| 2010 | Santallegria              | (Voz)      | Maurizio Rigatti  |
| 2000 | Film                      | Monica     | Laura Betti       |
| 1988 | Provvisorio quasi d'amore |            | Bruno Bigoni      |